# 小公爵方特勒罗伊
小公爵方特勒罗伊（英語：Little Lord Fauntleroy）是指1921年3月于美国威斯康星州沃科夏发现的一具身份不明男童遗体。

## 发现
1921年3月8日，在威斯康星州沃科夏的奥拉夫林石材公司附近的一个池塘里发现了一具漂浮着的男孩尸体。当局估计他的年龄在5到7岁之间。他有一头金发，棕色的眼睛，下颌少了一颗牙。他死于被钝器击中。这个男孩可能已经在水里好几个月了。他穿着一件灰色的毛衣、内衣、黑色的长袜、衬衫和皮鞋；衣服的品質表明这个孩子来自一个富裕的家庭。
警方在当地殡仪馆展示了他的尸体，试图确认他的身份；但是没有人认领尸体。这个男孩于1921年3月17日下葬。

## 调查
奥拉夫林公司的一名员工表示，在尸体被发现的五周前，就有两三个人来找过。有一个穿红毛衣的女人问他是否在这附近见过一个小男孩。据说，她当时正在哭泣。而陪同她的男子在检查孩子所在的区域。后来他们乘坐一辆福特汽车离开，一直没有查到他们的行踪。
“小公爵方特勒罗伊”可能是从另一个地方的一个富裕家庭被绑架的，为了防止身份被发现，他被绑架者杀害并丢弃在了别的地方。调查结束后，当地一位名叫米妮·康拉德的妇女筹集了一笔钱，将孩子安葬在沃科夏的Prairie Home cemetery。她于1940年去世，享年73岁，之后被安葬在同一公墓。
还有人无意间看见一名戴着厚面纱的女性在男孩的墓前放上鲜花，所以有推测称这个女人知道男孩的真实身份。

## 可能的身份

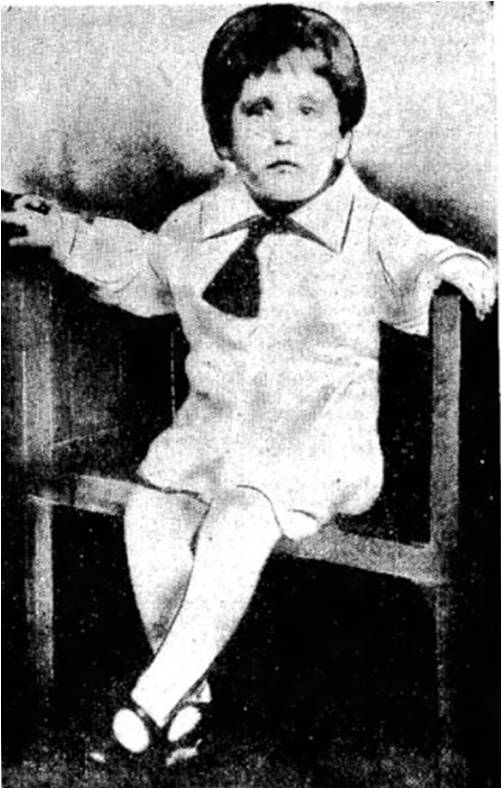
被推测可能是“小公爵方特勒罗伊”的霍默·勒梅

1949年，威斯康星州密尔沃基市的一名法医表示，调查人员认为，身份不明的男孩与6岁的霍默·勒梅之间可能存在联系。霍默·勒梅是在这个男孩死亡前后失踪的。勒梅的父亲埃德蒙曾说过，勒梅在一次南美之旅中死于车祸，当时他正在由家人的朋友（被称为“诺顿一家”）照顾，但当时没有关于这个男孩死亡的记录。埃德蒙·勒梅说，他是从一家南美报纸上得知儿子的死讯的。他还被指控在妻子失踪时伪造她的签名，但后来被判无罪。侦探们找不到任何有关这一事件的信息，甚至找不到诺顿夫妇的存在。